# افتكار (اسم)
افْتِكَار هو اسم علم مؤنث من أصل عربي، ومعناه هو عمال الخاطر في الشيء وتأمُّله.